# 凯瑟琳·林达尔
凯瑟琳·林达尔（瑞典語：Cathrine Lindahl，1970年2月26日—），瑞典女子冰壶运动员。她曾代表瑞典获得2006年和2010年冬季奥运会女子冰壶比赛金牌。她也曾两次夺得世界女子冰壶锦标赛冠军。